# إيميت كيف
إيميت كيف (بالإنجليزية: Emmett Keefe)‏ هو لاعب كرة قدم أمريكية أمريكي، ولد في 28 أبريل 1893، وتوفي في 11 سبتمبر 1965.